# Imogen Cunninghamová
Imogen Cunninghamová (nepřechýleně Cunningham; 12. dubna 1883 Portland, Oregon, Spojené státy americké – 24. června 1976 San Francisco, Kalifornie, Spojené státy) byla americká fotografka.

## Život a tvorba
Imogen Cunninghamová začala fotografovat v roce 1901. Významně ji ovlivnilo setkání s Gertrudou Käsebierovou. Vystudovala chemii v Seattlu (University of Washington) a Drážďanech, v roce 1910 si otevřela v Seattlu vlastní fotoateliér. Nejprve fotografovala impresionisticky laděné portréty komponované podle antických a biblických motivů. Ve dvacátých letech se přiklonila k realistické fotografii a kromě portrétů vytvářela soubory snímků rostlin a stromů. Ve třicátých letech se stala zakládající členkou skupiny f/64.
Její syn je fotograf Rondal Partridge (1917–2015).

## Fotografie (výběr)

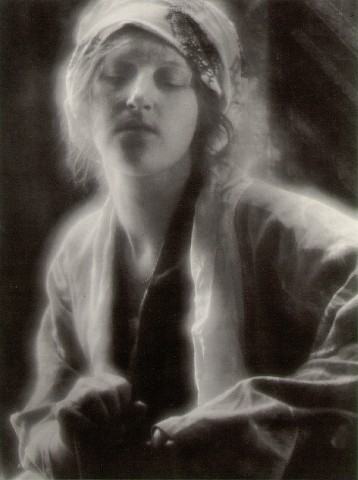
Sen, 1910
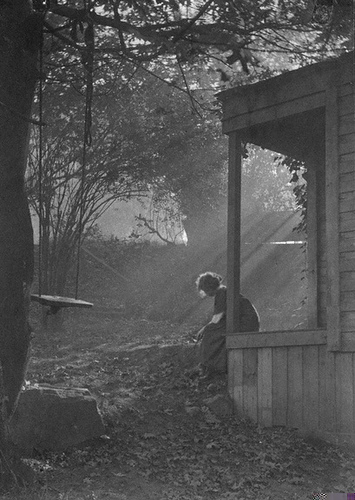
Ranní mlha a světelné paprsky, 1911

## Publikace
- Imogen Cunningham: Portraiture, 1997, ISBN 0-8212-2437-9
- Imogen Cunningham: On the Body, 1998, ISBN 0-8212-2438-7
- Imogen Cunningham 1883–1976, 2001, ISBN 3-8228-7182-6
- Imogen Cunningham: Flora, 2001, ISBN 0-8212-2731-9